# Kétoupa roux
Ketupa flavipes
Espèce
Synonymes
- Cultrunguis flavipes Hodgson, 1836
(protonyme)
- Bubo flavipes (Hodgson, 1836)

Statut de conservation UICN

 LC  : Préoccupation mineure
Statut CITES
Le Kétoupa roux (Ketupa flavipes) est une espèce d'oiseaux de la famille des Strigidae. C'est un grand hibou essentiellement piscivore qui peuple l'Asie du Sud-Est. Il présente des ressemblances avec les autres hiboux de son genre, particulièrement le kétoupa malais et le kétoupa brun.

## Distribution et statut

### Répartition et habitat
Cette espèce vit en Asie du Sud-Est. L'aire de répartition du kétoupa roux s'étend du nord de l'Inde jusqu'au sud-est de la Chine et à Taiwan. On le trouve également au Laos et au Vietnam.
Il affectionne les forêts tropicales et subtropicales matures, à végétation dense et situées le long des ruisseaux, des rivières ou des marais. Ce kétoupa se rencontre aussi bien en plaine qu'en altitude, jusqu'à 1500 m, et même parfois à près de 2500m en Inde.
Il se nourrit principalement de poissons et d'autres animaux aquatiques tels que des crustacés incluant des crabes, des crevettes et des écrevisses ainsi que des batraciens. Il complète ce régime avec de grands insectes. En outre il est capable de s'attaquer à de grands oiseaux, par exemple des faisans.

### Statut
Bénéficiant d'une large zone d'habitat il semblerait que ce hibou puisse être assez commun localement. Toutefois il est touché comme de nombreuses autres espèces par la déforestation, ainsi que par des nuisances humaines.

## Description
D'assez grand à grand, ce hibou mesure de 48 à 61 cm de longueur. Il est actif pendant la nuit et durant la journée. On suppose que la femelle est plus grande que le mâle, comme cela se produit souvent chez les espèces de rapaces nocturnes.
D'aspect majestueux le kétoupa roux se caractérise par des aigrettes très ébouriffées. La tête et la partie supérieure sont rousses foncées à fauve, parfois tirant sur le orange. L'ensemble de la couverture alaire est maculée de taches brun-roux ou jaune terne sur les épaules notamment. La poitrine chamois, foncé ou crème, est finement striée de noir. La gorge est marquée d'une zone blanche qui est mieux visible lorsque l'oiseau se tient cou étendu. Les yeux jaunes contrastant avec l'iris noir donnent à l'oiseau un air alerte et vif. Le bec est puissant, bleu-gris. Les pattes sont emplumées jusqu'à mi-longueur.
Le kétoupa roux ressemble assez aux kétoupas malais et brun, qui a en plus une zone de répartition proche d'où le risque de confusion. Cependant le kétoupa brun est plus sombre et a les pattes entièrement nues. Le kétoupa malais, outre qu'il a une zone de répartition presque totalement distincte, est sensiblement plus petit et avec des pattes également nues.